# Markellinos (Rhetor)
Markellinos (altgriechisch Μαρκελλῖνος, latinisiert oft Marcellinus) war ein spätantiker Rhetoriker und Kommentator des Hermogenes von Tarsos.
Der in griechischer Sprache verfasste Kommentar ist lediglich als Teil einer ungewöhnlich langen Katene zur Schrift „Über die Stasislehre“ (περὶ τῶν στάσεων) des Hermogenes erhalten. Diese Scholien füllen den gesamten vierten Band der Rhetores graeci von Christian Walz aus dem Jahr 1833. Da die Katene unter nicht sauberer Trennung auch die Erklärungen des Sopratos und des Syrianos umfasste, ist der Anteil des Markellinos an diesem „Dreimänner-Kommentar“ nicht immer genau zu bestimmen.
Der Archetyp des Kommentars ist der Codex Parisinus Graecus 2923 aus dem 11. Jahrhundert, der sich ursprünglich im Besitz von Andreas Johannes Laskaris befand. Dieser gab ihn Aldus Manutius zum Druck, der die Erstausgabe 1509 nach einer Bearbeitung durch Demetrios Dukas im zweiten Band seiner Rhetores graeci besorgte. Im Rahmen des „Dreimänner-Kommentars“ ist der Anteil des Markellinos der einzige, der nicht durch weitere ältere oder umfangreichere Handschriften gesichert ist.
Die Zeitstellung des Markellinos lässt sich nur ungefähr ermitteln. Er hat Athanasios von Alexandria gekannt, während ihm Syrianos und Georg I. von Alexandria unbekannt scheinen. Von daher ergibt sich eine Lebenszeit im 5. oder 6. Jahrhundert. Deshalb ist er möglicherweise mit dem Biographen Markellinos identisch – dem Verfasser einer Lebensgeschichte des Geschichtsschreibers Thukydides.

## Ausgaben
- Christian Walz: Rhetores graeci. Band 4. Cotta, Stuttgart und Tübingen 1833, S. 39–846 (Digitalisat)